# 太田康資
太田 康資（おおた やすすけ、1531年（享禄4年） - 1581年11月8日（天正9年10月12日）？）は、戦国時代から安土桃山時代にかけての武将。太田資高の嫡男（次男）。母は北条氏綱の娘・浄心院。母方の伯父にあたる北条氏康から偏諱を賜って康資と名乗り、またその養女を妻に迎えた。

## 経歴
天文17年（1547年）ごろに父資高が死去すると家督を継ぎ、江戸城代となる。康資の妻は遠山綱景の娘（法性院）であるとされ、一旦北条氏康の養女となったのちに嫁いでいる。
『小田原衆所領役帳』にみられる康資の所領は江戸や小机を中心に約2千貫（うち直轄領は半分弱）。これは北条氏家臣では第6位の貫高に相当し、北条氏の一門や家老と同等の知行を得ていた。一方で、所領役帳には格式の高い国衆には「殿」が付けられているのだが、康資の本領は931貫384文であるにも拘らず、彼の名前の後には付けられていない。ゆえに家臣化していて、江戸地域において影響力は低下していたものとも考えられる。また、これらの所領は父・資高のものを相続したものであるが、父の所領全てを康資が相続できた訳ではなかった。
武勇に優れていた康資は北条氏の戦にたびたび参加し、先陣を務めた。『太田家記』によれば、弘治2年（1556年）の上野国沼田での越後上杉氏との合戦、同年の常陸国海老島における小田氏治との合戦、武蔵国松山・石戸における岩付太田氏との合戦、武蔵国小室における下野那須氏との合戦などに参加し活躍したという。
しかし、康資に与えられた恩賞は多くなかった。永禄5年（1562年）3月、康資は安房里見氏が占領していた葛西城の奪還に成功したが、北条氏康は「（葛西城を攻略すれば）葛西三十三郷を与える」という約定を守らず、葛西地域は遠山氏に与えられた。また、一説には曽祖父道灌が築城した江戸城の城主になれなかったことも不満に思っていたともされる。
これらの不満から、1562年、康資は同族の太田資正を通じて越後上杉氏への寝返りを画策する。これは北条方の資料によると、資正や里見氏が勧めたものであるともいう。しかし寝返りの計画が露見したことにより、同年10月に康資は資正の元に逃亡。これを受けて氏康は翌年に武蔵松山城を攻略。その勢いに乗じて資正・康資攻撃を計画したため、上杉謙信は自身側についている数少ない武蔵国人である両名の救出を里見氏に要請。里見義堯はこれに応じ、嫡男義弘を総大将とする大軍を派遣し、義弘は国府台城に入った。
永禄7年（1564年）初頭、北条氏と里見・太田氏連合軍は激突する（第二次国府台合戦）。康資はこの戦いで先陣を切り奮戦し、軍記物によればこの時妻の実父である遠山綱景を討ち取ったという。しかし、最終的に里見・太田連合軍は大敗。康資はそのまま里見氏に従って上総国に逃れ、久留里城に入った。これを受けて、同年8月、熱海医王寺にいた康資の嫡男・駒千代は北条氏の討ち手により自決させられている。
里見氏の庇護下にはいった康資は、永禄9年（1566年）の臼井城の戦いに参陣するなど依然武将として活動していた。一方で元亀3年（1572年）からは里見氏の外交を担う正木憲時の居城・小田喜城に移住。自身も佐竹氏、上杉氏、武田氏などとの交渉窓口として外交面での活躍を見せた。しかし、康資とともに活動していた憲時は次第に主筋・里見氏との関係を悪化させていく。康資自身は里見氏と正木氏の関係修復に尽力するも果たせなかった。苦しんだ康資は天正7年（1579年）に梶原政景（太田資正の子）を通じて上総からの出国を望むも慰留されている。
天正8年（1580年）、正木憲時は主君・里見義頼に対して反乱を起こしたが敗北し、翌年には本拠・小田喜城も落城。康資はこれに連座して小田喜城で自害したとも、隠遁先の小湊で死去したとも言う。

## 人物・エピソード
- 噂話をすることを嫌い、他人から人の好悪を聞かれることがあれば、必ず「好」と答えたという（『太田家記』）[3]。
- 『関東古戦録』巻六の記述では、「身丈6尺以上、筋骨は太く、見るものは大人と呼ぶ。声は太く、雷が震えるようで、普通の男が30人程で持ち上げる岩を1人で軽々と持ち上げる強力でもある」と説明されている。同様に『小田原北条記』巻五「鵠台合戦」でも、「30人かかって動かす大石を1人で軽く持ち上げてしまった」と記述される。『太田家記』によれば、大柄であるため、その袴を作るのに麻８幅（約3メートル）を要したという。
- 『北条盛衰記』や『太田家記』によれば、天文23年（1554年）の第三次河東一乱に従軍し、原虎胤と共に武田軍と戦ったとされる。虎胤は武田家中の重臣であったが、この時は宗旨問題により北条氏に身を寄せていたのである。この合戦で康資は筋金を入れた樫の棒を振り回して人馬を問わず薙ぎ払い近づける敵はいなかったが、馬を射られてしまったために虎胤と同じ場所へ退いた。するとそこへ、（武田方である）小山田氏の家臣・近藤右馬丞が虎胤を討とうと攻め寄せるも、虎胤によって峰打ちされ落馬した。立ち上がろうとする右馬丞を康資が討とうとすると、虎胤は「この者は私が甲斐にいた時に目をかけていた者だから、命だけは助けてやってくれ」と制止する。同意した康資は静かに味方のもとへ戻っていった[4]。もっとも、現在の歴史研究では、この合戦の存在自体に疑義が持たれている。
- 沼田における合戦に勝利した康資が山道で上杉方を追撃していると、1人の屈強な上杉方の武士が反転し太田方に立ち向かった。これを見た康資は「今日の軍の儲（もうけ）是也」と組み討つも、互いに決着がつかず、最後は両名岸を踏み崩して山道から谷へ落ちてしまった。康資は枯木に引っ掛かり一命をとりとめたものの、上杉方の勇士の生死は不明なままであったという（『太田家記』）[3]。
- 海老島において小田氏と合戦に及んだ康資は、自ら馬上から鉄砲を放って敵を退散させたという（『太田家記』）[3]。
- 武蔵国石戸で岩付太田氏と戦った際、康資は雨のように降る矢の中をくぐって敵の先鋒・太田下野守の母衣を切り取って帰り、北条氏康に献上した。氏康は感激して自身の羽織を康資に与え、康資の家臣二十人にも褒美を与えたという[3]。
- 北条氏から寝返ることを決心した康資は兄弟と語らって、太田氏の菩提寺である法恩寺番神堂で祈誓した。しかし、この話を耳にした法恩寺の住職が北条氏へ密告してしまったために計画は失敗し、康資と兄弟は夜陰に紛れて岩付の太田資正のもとへ逃れたという（『北条盛衰記』）[5]。もっとも、実際には康資が里見氏に寝返った後もその兄弟は北条氏の下にとどまっている。
- 第二次国府台合戦で先陣を切った康資は、自身の太刀を北条方の勇士・清水太郎左衛門により折られると、今度は8尺（約240センチ）の鉄の棒を振り回し、近づくことのできる者はいなかったという。北条軍に属していた義父・遠山綱景はこれを見て康資に声をかけ、その活躍を称賛しつつ「人を討つのは構わない。しかし、馬に罪はない。（馬を殺して）無用の罪を作るとは何事か」と叱る。しかし康資は、「仰せの通り人だけを討ちましょう」と鉄の棒を綱景の兜に打ち付けて殺害してしまった。(『太田家記』）[3]。ただし、この話は『関東古戦録』ではやや異なる。綱影は康資を叱るだけでなく、彼の命を惜しんで「降伏すれば自分の功績と引き換えに所領を安堵してやる（ように働きかける）」と声をかける。これを聞いた康資は、自身は死を覚悟しているとして「御芳志はかたじけなし。今世の暇乞いに御太刀影を被りなん。」と返し、題目を唱えながら鉄の棒を振り下ろしたとする[6]。
- 第二次国府台合戦で義父の遠山綱景を討った康資は、家に帰ると妻・法性院に「お前の父が私に声をかけてきたので、棒で頭を打った。きっと痛がっているだろう。」と話した。これを聞いた妻は驚いて召使に綱景を探しに行かせると、深田の中で亡骸が見つかった。嘆き悲しんだ彼女は葬礼をとり行い、自身は出家して、神田に浄心寺を開いたとされる（『北条盛衰記』）[5]。しかし実際の康資は合戦に敗れた後は帰宅することなく、そのまま里見氏に従い上総へ逃れている。また、法性院とその子供も命からがら（上総の）康資のもとへ逃れたとされており、この説話との整合性は合わない。
- 北条氏から離反した康資だったが、側室の実家である太田次郎左衛門尉や、家臣団で最も多くの所領を有する恒岡弾正忠ら太田家中の有力者は康資に従わなかった。このことから黒田基樹は康資が太田家中で信頼が薄かったと評している[7]。
- 鯛の浦遊覧船展示館では、康資の死に関する伝説が紹介されている。この伝説によれば、第二次国府台合戦で敗れ安房に逃れた康資は誕生寺に隠遁。漁民同士の争いを調停し、荒廃していた鯛の浦を再興するなどして村人から信頼を寄せられていた。しかし天正9年（1581年）に北条方の追手が村に迫ると、康資は村人に害の及ぶことを案じて切腹したという。

## その他
- 徳川家康が寵愛した側室である英勝院は康資の娘とされているが、『武家勧懲記』では、江戸重通の娘が家康の命により康資の養女となったという説も紹介している[8]。この説だと、康資が（家康の江戸入府以前の）1581年に没したという説とは整合がとれなくなる。
- 年齢が近く行動を共にしていた同族の太田資正は太田資清（太田道灌の父）を共通の高祖父とする８親等離れた親族である。
- 第二次国府台合戦以後、康資は里見氏の下ではなく、太田資正と共に佐竹氏の下へ逃亡したという異説もある。
- 江戸城代時代の康資の本拠地は不明だが、稲付城（北区）であるとする文献が多い。黒田基樹は『小田原衆所領役帳』で所領の筆頭に新座郡広沢が記載されていることから、岡城（朝霞市）に比定している[2]

## 系譜
- 先祖・父母
  - 曽祖父：太田道灌
  - 曽祖父：北条早雲
  - 祖父：太田資康
  - 祖父：北条氏綱
  - 父：太田資高
  - 母：浄心院（北条氏綱の娘）
- 兄弟
  - 兄：太田景資
  - 弟：太田輝資（資行）
- 姉妹
  - 姉：女子
- 妻
  - 正室：法性院（遠山綱景の娘、北条氏康の養女）
  - 側室：太田下野守の娘
- 息子
  - 長男：駒千代
  - 次男：太田重正（資綱）
- 娘
  - 長女：女子（早逝）
  - 次女：御向井様（尾張藩士中村之定の妻）
  - 三女：英勝院（徳川家康の側室）

## 墓所
千葉県鴨川市の誕生寺境内の高台に、墓所および康資の守護神であった稲荷神を祀る太田稲荷堂がある。もとは誕生寺の故地である蓮華潭にあったが、２度の津波により旧地は海中に没し、墓は寺とともに現在地に移動した。今見ることのできる墓石も移転の後に建立されたといい、その形状から文化8年（1811年）～文政8年（1825年）頃のものと考えられている。稲荷堂は文久3年（1863年）に建立されたものである。
康資の正室・法性院は天正16年（1588年）に誕生寺で死去し、同寺に葬られた。前述の墓所移転により、現在は康資の墓石に法性院の戒名も刻まれる形で弔われている。